# Riserva naturale orientata Capo Gallo
La riserva naturale orientata Capo Gallo è un'area naturale protetta, situata nel comune di Palermo, in Sicilia, e istituita dall'Assemblea Regionale Siciliana nel 2001. Il territorio, la cui estensione è di circa 586 ettari, è caratterizzato da un'eterogeneità di habitat e dalla presenza di numerose specie endemiche rare, ragione per cui è compreso nell'elenco dei siti di importanza comunitaria dell'Unione Europea, in ottemperanza alla Direttiva Habitat del maggio 1992 (recepita in Italia a partire dal 1997).   
Nell'area della riserva ricadono diverse grotte di notevole interesse archeologico per le testimonianze di antiche civiltà rinvenute al loro interno: tra queste la Grotta Regina, che venne utilizzata come luogo di rito sacro nel Neolitico antico, per poi divenire un importante santuario dedicato a Iside nel periodo fenicio-punico della città di Palermo.  
La riserva è inserita nel Piano Regionale dei Parchi e delle Riserve ed è gestita dall'Azienda Foreste Demaniali della Regione Siciliana, che ha compiuto numerosi interventi volti a ricreare le condizioni ambientali originarie del territorio e a renderlo fruibile al pubblico. Il gestore ha proceduto alla sistemazione dei sentieri preesistenti, alla creazione di staccionate, muretti, recinzioni, alla pulitura del sottobosco e, successivamente, ad una periodica manutenzione per dare ai visitatori la possibilità di godere appieno della bellezza del luogo pur nel completo rispetto dell'ambiente.  
Dal 2003, la riserva naturale di Capo Gallo fa altresì parte della lista I Luoghi del Cuore del FAI - Fondo per l'Ambiente italiano.  

## Territorio

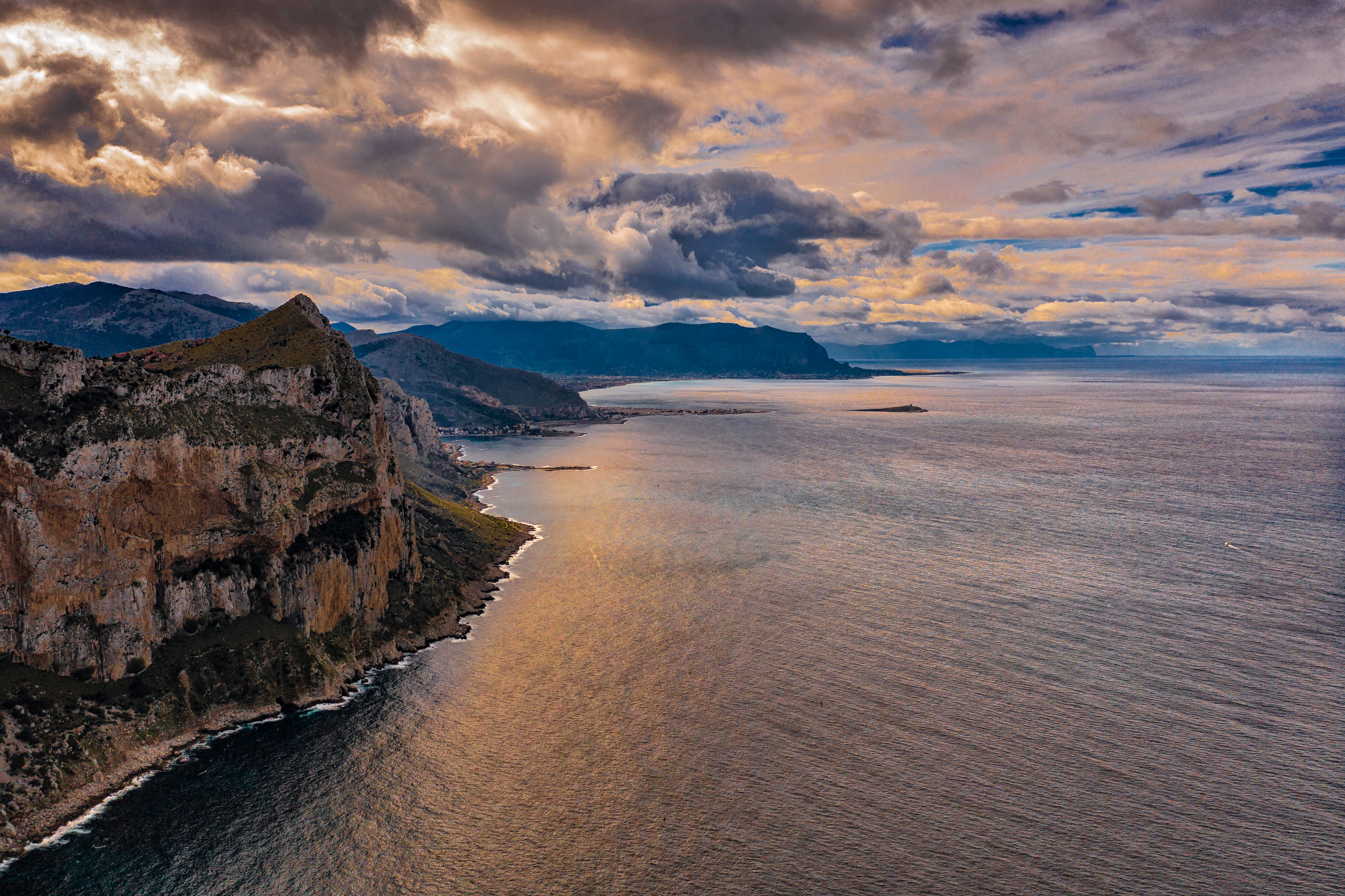
Le falesie del Monte Gallo

La riserva di Capo Gallo si estende per 586 ettari (5,86 km²) nell'area nord-occidentale del capoluogo siciliano. È costituita essenzialmente dal Monte Gallo, un massiccio carbonatico isolato – formatosi tra il Triassico e l'Eocene medio in seguito alla collisione continentale che ha dato origine ai monti di Palermo – che raccorda il golfo di Mondello con quello di Sferracavallo, dove sorgono le omonime frazioni litoranee. 

L'area del Monte Gallo è generalmente suddivisa in un settore interno e uno esterno. La parte interna è rivolta verso la Conca d'Oro, la pianura su cui sorge la città di Palermo, mentre quella esterna si affaccia sul mar Tirreno ed è delimitata da falesie alte centinaia di metri.  

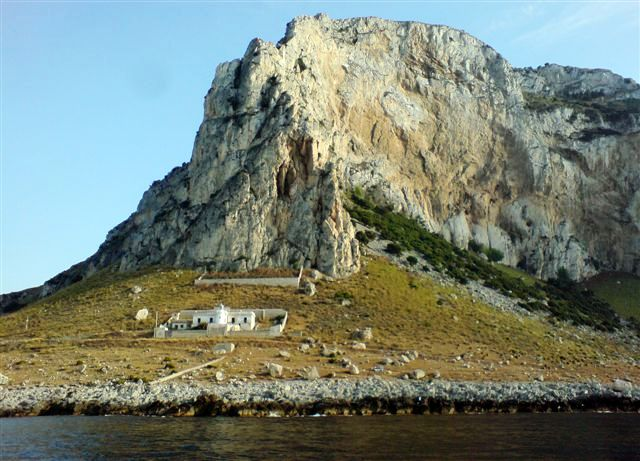
Il faro di Capo Gallo dal mare

Il lato costiero della Riserva di Capo Gallo si estende dal capo omonimo verso ovest fino a Punta Barcarello e, data la natura carsica delle rocce, il mare le ha modellate nelle forme più bizzarre, formando una serie di grotte affascinanti, come la Grotta dell'olio che ricorda un po' la famosissima Grotta azzurra di Capri.
Nell'antichità queste grotte furono abitate dall'uomo e in talune di esse sono stati rinvenuti graffiti preistorici ed altri reperti archeologici di notevole importanza.
Per accedere a buona parte della riserva è necessario l'approdo marino, visto che i collegamenti terrestri che partono dalle due borgate marinare non si incontrano. Per tale ragione nel punto centrale della riserva viene spesso praticato il naturismo. I luoghi più agevoli da raggiungere sono spesso affollati nella stagione estiva a causa della vicinanza al mare e la riserva tutta è posta sotto la vigilanza delle guardie naturalistiche del parco che controllano il rispetto dei regolamenti da parte di turisti e bagnanti.
Il tratto di mare che unisce Capo Gallo con la vicina Isola delle Femmine è stato dichiarato riserva marina. Più precisamente l'Area naturale marina protetta Capo Gallo - Isola delle Femmine (tale è la corretta denominazione), istituita con decreto del Ministero dell'Ambiente del 24 luglio 2002, ha una superficie di 2.173 ettari e la sua gestione è affidata al consorzio creato tra i Comuni di Palermo e quello di Isola delle Femmine.

## Flora

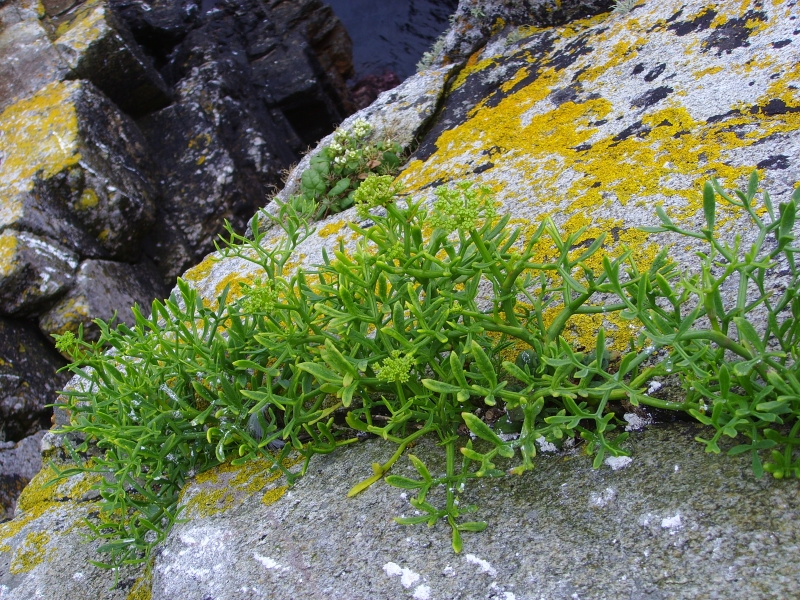
Finocchio di mare (Crithmum maritimum)

Sul litorale roccioso allignano specie alofite, resistenti alla salsedine, come il finocchio di mare (Crithmum maritimum) e diverse specie di Limonium, tra cui il raro endemismo Limonium panormitanum ed il più comune Limonium bocconei. Nei mesi di aprile e maggio la fascia litoranea si colora per la fioritura del papavero giallo (Glaucium flavum).
Il versante meridionale del promontorio è costituito da un arido pendio roccioso ricoperto da prateria mediterranea ad ampelodesma, con esemplari arborescenti di Opuntia ficus-indica e sporadici arbusti di euforbia (Euphorbia dendroides), ginestra spinosa (Calicotome spinosa) e camedrio (Teucrium chamaedrys).
Il versante settentrionale ospita una vegetazione cespugliosa di gariga (Calicotome spinosa, Teucrium fruticans) ed elementi della macchia mediterranea quali la palma nana (Chamaerops humilis), l'euforbia (Euphorbia dendroides), il lentisco (Pistacia lentiscus), il cappero (Capparis spinosa), l'erica (Erica multiflora), differenti specie di Cistus, il mirto (Myrtus communis), il timo (Thymus capitatus), il sommacco siciliano (Rhus coriaria), l'asparago spinoso (Asparagus acutifolius), l'alaterno (Rhamnus alaternus), l'orniello (Fraxinus ornus), l'olivastro (Olea europaea var. sylvestris) e la ruta d'Aleppo (Ruta chalepensis). In aree ristrette sopravvivono inoltre lembi di lecceta, vestigia dell'antica foresta mediterranea sempreverde che un tempo dominava quest'area.

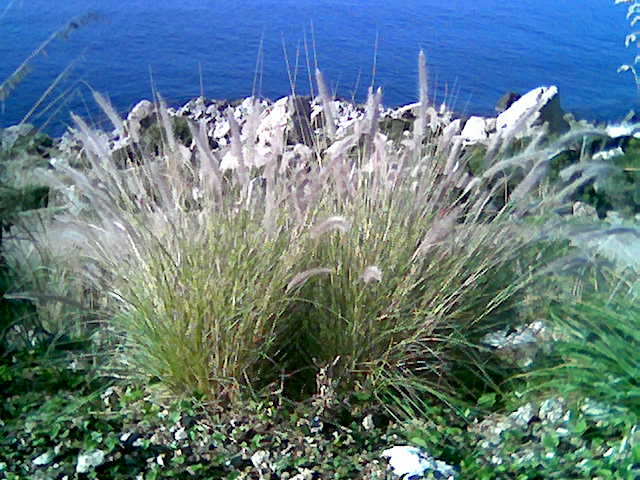
Pennisetum setaceum

Sulle pareti a strapiombo si trovano alcuni endemismi come la Centaurea ucriae, la Glandora rosmarinifolia, la Genista gasparrini ed il Delphinium emarginatum. Da segnalare poi alcuni rari endemismi puntiformi quali la camomilla del Monte Gallo Anthemis ismelia, lo sparviere del Monte Gallo Hieracium lucidum e l'orchidea Ophrys sphegodes subsp. panormitana.
Un cenno particolare merita una pianta avventizia molto diffusa, il Pennisetum setaceum, una graminacea nordafricana introdotta nell'Orto botanico di Palermo per essere sperimentata come pianta da foraggio, che oggi si è diffusa spontaneamente in gran parte della Sicilia.
Una menzione finale meritano poi le praterie di Posidonia oceanica, una pianta acquatica (da molti ritenuta erroneamente un'alga) che popola i fondali sabbiosi del tratto di mare che circonda la Riserva.

## Fauna

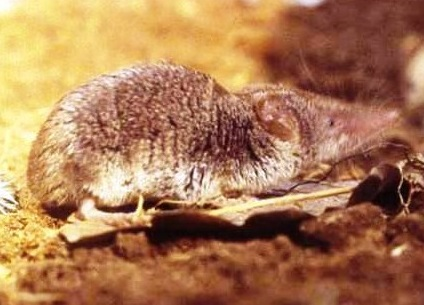
Crocidura sicula

Tra i mammiferi presenti nella riserva vanno citati la volpe, il coniglio selvatico e l'endemico toporagno siciliano (Crocidura sicula), oltre al topo domestico ed al topolino selvatico.
Numerose le specie di uccelli presenti: passero solitario (Monticola solitarius), fringuello, verzellino, pettirosso, cincia, merlo, occhiocotto, colombaccio, luì piccolo. Numerosi rapaci stanziali tra cui il falco pellegrino (Falco peregrinus), la poiana, il gheppio e l'allocco, + il falco pecchiaiolo (migratore). Altri migratori: cicogna bianca, gruccione, cuculo.
Tra i rettili oltre alla Lucertola campestre ed alla Lucertola siciliana sono presenti il ramarro (Lacerta bilineata), il gongilo (Chalcides ocellatus), comunemente denominato "tiro", ed il biacco (Coluber viridiflavus).

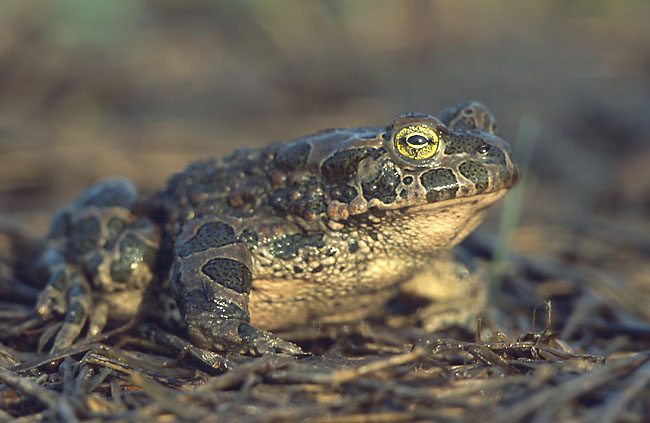
Rospo smeraldino siciliano

Nei vecchi abbeveratoi presenti nella riserva si possono trovare alcune specie di anfibi tra cui il rospo smeraldino siciliano (Bufotes boulengeri siculus), simbolo della Riserva.
Nelle acque delle pozze stagionali è possibile osservare anche dei piccoli crostacei anostraci (Branchipus schaefferi e Chirocephalus diaphanus), veri e propri "fossili viventi".
La linea di costa infine è caratterizzata dalla presenza del trottoir a vermeti, una biostruttura tipica del Mar Mediterraneo, costituita dai gusci calcarei di molluschi della famiglia dei Vermetidi.

## Accessi
I punti di accesso sono tre:

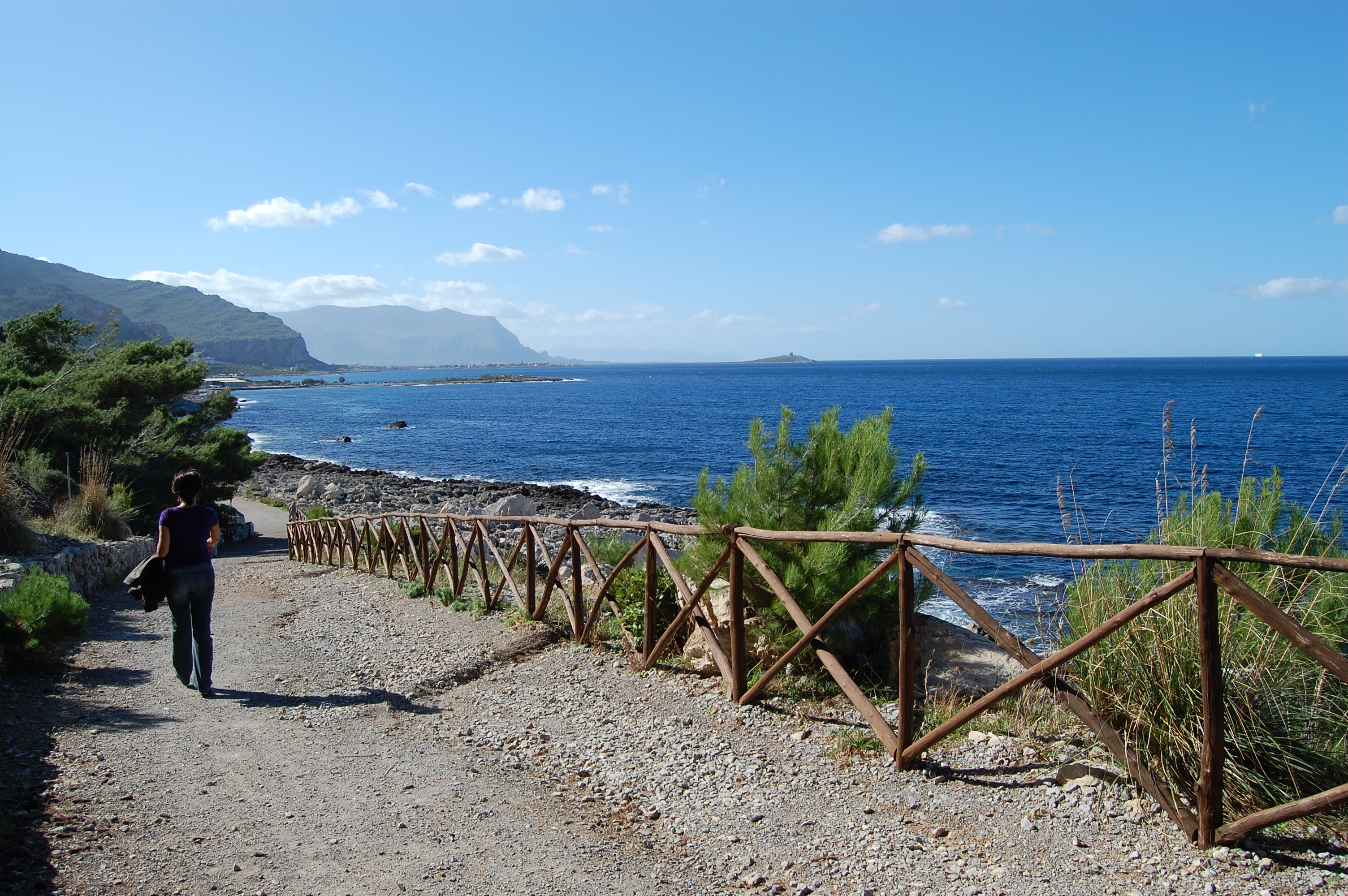
Sentiero di accesso

- accesso orientale: dalla Torre di Mondello è possibile accedere alla riserva lungo un sentiero costiero che arriva al faro di Capo Gallo. Si tratta di un ingresso a pagamento, poiché la proprietà di tale sentiero è reclamata da un privato, nonostante le lamentele della cittadinanza, delle associazioni ambientaliste e le diverse cause intentate dall'amministrazione. Nonostante l'espropriazione del varco sia in progetto da anni, l'attuale amministrazione non sembra intenzionata a proseguire in tal senso.
- accesso occidentale: da contrada Barcarello di Sferracavallo un breve sentiero conduce sino ad un'area attrezzata
- accesso meridionale: attraverso una strada comunale che inizia alle spalle di Partanna-Mondello e costeggia Pizzo Sella è possibile arrivare sino a quota 527 m s.l.m. al cosiddetto Semaforo, postazione militare di avvistamento.

## Incendi

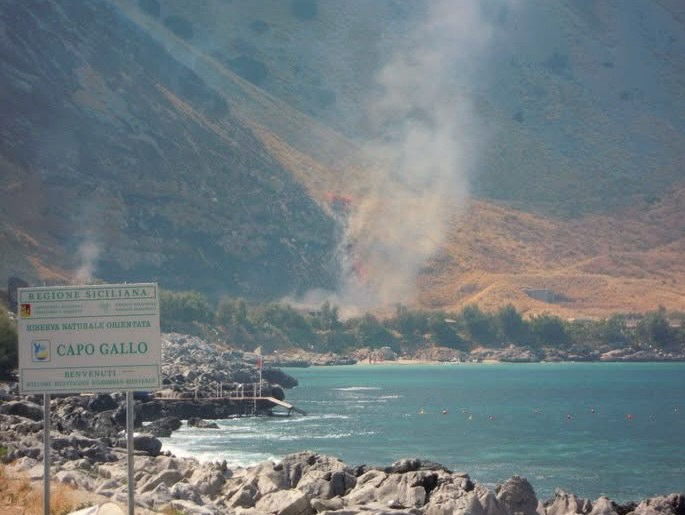
Incendio nella sezione della riserva limitrofa al litorale di Mondello, 25 luglio 2011

La riserva ha affrontato numerosi incendi nel corso del tempo.   
Il 25 luglio del 2011, due ingenti focolai hanno colpito la collina di Pizzo Sella e il versante costiero limitrofo alla baia di Mondello, con una propagazione tale da rendere necessaria l'evacuazione delle ville situate nel perimetro dell'area protetta. Secondo diverse testimonianze oculari raccolte dagli inquirenti, i fuochi sarebbero stati provocati intenzionalmente. Tra il 27 e il 28 giugno del 2017, un incendio ha devastato l'area sovrastante un club nautico posto all'interno della riserva, estendendosi gradualmente lungo un'ampia fascia del Monte Gallo. Nelle estati del 2019 e del 2022 la riserva è stata interessata nuovamente da diversi roghi.  
Il 24 luglio del 2023, un vasto incendio ha devastato una porzione significativa di macchia mediterranea proliferante all'interno dell'area naturale, arrivando a incenerire circa 650 ettari di vegetazione tra il territorio della riserva e le aree verdi ai suoi margini. Nel giugno del 2024, le prove raccolte nel corso delle indagini hanno portato all'identificazione e all'arresto dell'autore, un piromane già noto alle forze dell'ordine per diversi reati, confermando la natura dolosa dell'evento.